# Restytucja (psychologia)
Restytucja (z łac. restitutio – odszkodowanie) – w psychologii jako mechanizm obronny objawia się w kontekście poczucia winy, jest podświadomym dążeniem do przeproszenia osoby albo grupy ludzi za wyrządzoną krzywdę, aby obniżyć poczucie winy i odpowiedzialności.
Przykładowo:
1. Czynienie dobra obniża stopień poczucia winy – restytucja interpersonalna.
2. Przestępca chce, aby proces sądowy toczył się publicznie; czuje potrzebę publicznego odkupienia win – restytucja publiczna.